# Anàlisi de gradients
L'anàlisi de gradients és un mètode analític empíric utilitzat per estudiar les comunitats vegetals, relacionant l'abundància de les diverses espècies amb gradients mediambientals. Es basa en mètodes estadístics, com l'anàlisi multivariant i la mitjana ponderada. Els gradients es refereixen a variables que són importants per a la vida de les diferents espècies vegetals, com ara la temperatura, la disponibilitat d'aigua, la il·luminació, els nutrients del sol, etc.